# Henio Zytomirski

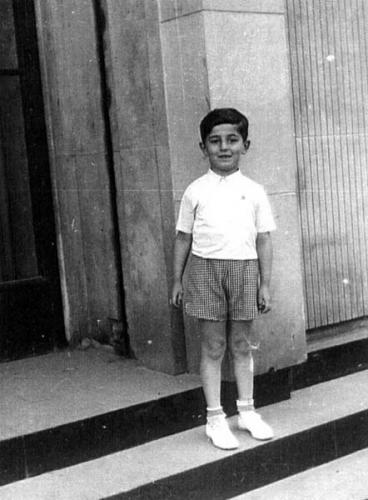
Henio Żytomirski am 5. Juli 1939

Henio Zytomirski (polnisch: Henio Żytomirski) (* 25. März 1933 in Lublin; † 9. November 1942 im Konzentrationslager Majdanek) war ein Kind, das gemeinsam mit seinem Vater im KZ ermordet wurde. Dieses polnische Kind jüdischer Herkunft wurde als Neunjähriger ein Opfer der Judenverfolgung (Shoah/Holocaust). Im Polen von heute wurde seine Gestalt, seine kurze Biografie Teil eines viel diskutierten Erinnerungsprojekts.

## Leben
Henio Zytomirski wurde am 25. März 1933 in Lublin in Polen geboren und lebte mit seiner Familie in der Szweska-Straße bis nach Kriegsbeginn. Kurz vor seiner Einschulung, 1939, wurde die Familie von den deutschen Nationalsozialisten von Sammellager (Ghetto) zu Ghetto und letztlich in das Konzentrationslager Majdanek verschleppt. Am 9. November 1942 wurde er neunjährig, gemeinsam mit seinem Vater Szmuel Zytomirski in der Gaskammer umgebracht.

## Familiendokumentation
Im Jahr 2007 kam die israelische Künstlerin Neta Żytomirska-Avidar, Henios Cousine, zu einer Ausstellung ihrer Grafiken nach Lublin. Sie brachte ein Fotoalbum mit den Familienfotos mit. So war darunter ein Foto von Henio mit seinen Eltern gemeinsam und seinen Vater umarmend, eines seines Großvaters Froim, der im Ghetto an Typhus starb und eines, das Henio bei einer Geburtstagsfeier zeigt. Ein Foto zeigt Henio beim Abschied von seinem Onkel Leon, dem Vater von Neta, der 1937 nach Palästina auswanderte und so den Holocaust überlebte. Das letzte Bild zeigt Henio mit sechs Jahren, kurz vor seiner Einschulung, die am 1. September 1939 gefeiert hätte werden sollen. Es war der Tag des deutschen Überfalls auf Polen.

## Web-2.0-Projekt Facebook
Bekannt geworden ist ein Teil der historischen Person Henio Zytomirski durch das für ihn vom damals 22-jährigen Historiker Piotr Brozek am 18. August 2009 auf Facebook angelegte Profil. Brozek, der im Lubliner Kulturzentrum Brama Grodzka arbeitet, möchte mit dem Facebook-Profil die junge Generation erreichen. Der von Henios Cousine Neta mitgebrachten Familienfotos wegen sei die Wahl auf Henio Zytomirski als Person für das Projekt gefallen, darunter war auch jenes letzte Foto von Henio, das auf Facebook veröffentlicht ist. Auch fanden sich noch Briefe und andere Dokumente, aus denen sich das Leben des Buben schemenhaft rekonstruieren ließ.
Das Facebook-Profil, das in der Zwischenzeit auch in den Sprachen Hebräisch, Englisch und Deutsch abrufbar war, hat unterschiedliche Reaktionen ausgelöst. Während die einen Historiker es für ein triviales und bedenkliches Projekt halten, haben andere darin eine nützliche, völlig neue Form der Pädagogik gesehen, mit der man auch jüngere Zielgruppen erreichen würde.
Adam Kopciowski, ein Historiker an der Lubliner Marie-Curie-Sklodowska-Universität, wurde von der israelischen Zeitung Haaretz dazu interviewt. Er meinte, dass mit dem Projekt zu sehr die Grenzen zwischen Fakten und Fantasie verwischt würden. Und:

„Es gibt sich jemand auf anmaßende Weise als eine tote Person aus, aber wir können nicht sicher sein, ob diese damals so gesprochen und gedacht und gehandelt hat“

Kritisch äußerte sich auch die Leiterin der Medienabteilung des Jüdischen Museum Berlin, Mirjam Wenzel, die meinte, dass ein Holocaustopfer auf Facebook nichts zu suchen hätte:

„Ich finde, einen Avatar auf Facebook zu stellen, der mich täglich als mein Freund darüber informiert, an was man denken sollte und was vor 60 Jahren passiert ist, problematisch, weil sich das auf eine Art und Weise mit dem mischt, wie Facebook sonst genutzt wird, nämlich als Social Networking mit Informationen zwischen Freunden, denen man kleine Dinge zupostet.“

Hingegen könne Joy Sather-Wagstaff, eine Kulturanthropologin der staatlichen Universität von North Dakota, Brozeks Projekt viel abgewinnen. So würden Menschen, die auf der Seite Nachrichten und Geschenke hinterließen, mit der Facebook-Seite umgehen wie mit einem Mahnmal.
Positiv zeigt sich auch der Anthropologe Mark Auslander von der Brandeis-Universität in Massachusetts. Er hält das Projekt für pädagogisch wertvoll. Die Facebook-Seite sei eines der besten Beispiele für die zeitgemäße Vermittlung des Holocaust.
Piotr Brozek hatte das Projekt von Anfang an nicht auf Dauer angelegt, die maximal mögliche Anzahl von 5000 Freunden bei Facebook waren bereits im Sommer 2010 erreicht. Brozek hat das Personen-Profil von Henio bei Facebook mittlerweile gelöscht, lediglich eine reduzierte Facebook-Seite für Henios Freunde verweist noch auf das Schicksal des kleinen Jungen. Gegenüber 3sat hatte er dies bereits im Frühjahr 2010 angedeutet: Piotr Brozek wollte „Henio eines Tages genauso schnell wieder verschwinden [lassen], wie er auf Facebook erschienen ist“. Mit dem Verschwinden lassen von Facebook möchte er den Verlust von Henio erfahrbar machen: „… eigentlich ist diese Leere, die dann entstehen wird, das bedeutendste Vermächtnis Henios.“